# Bolbitis serrulata
Bolbitis serrulata là một loài thực vật có mạch trong họ Lomariopsidaceae. Loài này được (J. Sm. ex Fée) K. Iwats. mô tả khoa học đầu tiên năm 1959.